# Фур (остров)
Фур (дат. Fur, ранее Fuur) — остров на севере Дании.

## География и геология

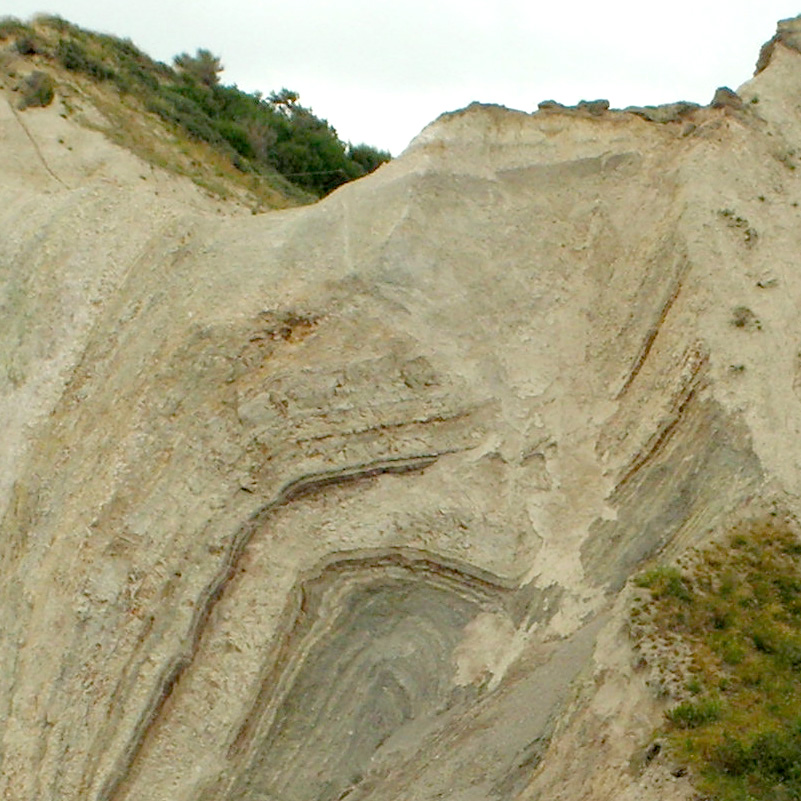
Месторождение молера на острове Фур.

Остров Фур лежит в Лим-фьорде на севере Ютландии. Площадь его равна 22,29 км². От материка его отделяет Фур-сунд шириной в 400 метров, через который ходит паром. Административно остров образует приход Фур-согн, входящий с 2007 года в коммуну Скиве региона Центральная Ютландия. Фур входит в Союз малых датских островов.
В островном пейзаже доминируют пустоши, лишь на севере можно увидеть высаженные около 100 лет назад рощи. Южная часть острова представляет собой равнину, постепенно поднимающуюся к северу. Северный берег Фура обрывист, почти отвесен. Наиболее высокая точка — Лилле Йенсхё (Lille Jenshøj), 76 метров над у. м.
На Фуре находятся несколько посёлков — Стенёре, Недербю, Масбад, Хвирп и Дебель. В районах Стендальхойе (Stendalhøje) и Смедиехойе (Smediehøje) лежат поля древних курганных захоронений.

## Экономика
Одной из основных статей доходов местных жителей является туристский бизнес; каждое лето на острове отдыхает более тысячи гостей, гальковые пляжи Фура пользуются популярностью. Кроме этого, здесь занимаются сельским хозяйством, добычей устриц и мидий, а также разработкой месторождений молера в карьерах, значительные запасы которого обнаружены на Фуре ещё в Средневековье. Найденные при горных работах многочисленные палеонтологические окаменелости частично можно увидеть в музее Фура, находящегося в Недербю.